# Roger Bonduel
Roger Achiel Maurits Bonduel (Pittem, 22 februari 1930 - Brugge, 27 juni 2019) was een Belgisch beeldhouwer, schilder en vormgever.

## Levensloop
Bonduel werd opgeleid aan de stedelijke academie van Tielt en aan het Hoger Instituut Sint-Lucas in Gent.
Hij was van 1961 tot 1966 leraar plastische kunst aan het regentaat van het Instituut Heilige Familie (Brugge).
Bonduel werd vooral bekend voor zijn beeldhouwwerk en zijn reliëfs. Hij gebruikte nikkel, koper, staal, zilver, messing en brons. Hij maakte hetzij figuratieve monumenten, hetzij abstracte of abstraherende monumenten.
Hij speelde een belangrijke rol in de vernieuwing van de religieuze kunst, onder meer door zijn Christusfiguren en door de gebeeldhouwde tinplaten voor kerken en kloosterkapellen.

## Werken
Bonduel maakte, naast andere grotere en kleinere beeldhouwwerken, de volgende erkende grote beeldhouwwerken:
- 'Feniks', monument voor gevallen missionarissen, Pittem.
- 'Nikè', monument voor de Maurits Sabbebibliotheek van de theologische faculteit, KU Leuven, Leuven.
- 'Sint-Michiel voor het gerestaureerde stadhuis, Oudenaarde.
- 'Ode aan het metaal', Vynckeplein, Zedelgem.
- 'Nocturne', bronzen beeldhouwwerk.
- 'Zeemeermin', zwembad Kortrijk, 1964.
- 'Tabernakel' in het klooster Zonnelied, Oostende, 1957.
- 'Tabernakel' in de Sint-Baafskerk, Sint-Andries, 1966.
- 'Tabernakel' in de Sint-Adriaankerk, Kortenaken.
- 'Tabernakel' in de A-kapel van het vliegveld Zaventem (1960).
- 'Hommage aan Democritus', Pittem, 2000.

## Prijzen
- 1953: Prijs van de provincie West-Vlaanderen
- 1958: Prijs van de provincie West-Vlaanderen voor beeldhouwkunst
- 1960: Prijs van de provincie West-Vlaanderen voor schilderkunst
- 1960: Prijs van de Beierse regering
- 1962: Gouden medaille op de Biënnale van Salzburg
- 1963: Prijs voor het reliëf in Stuttgart

## Exposities
Hij exposeerde zijn werk o.m. in Tielt (Galerie Degrijse, 1977, Galerie Aksent, 1982) en in Brugge (Galerie De Valckenaere, 1984) en werd geselecteerd voor talrijke groepstentoonstellingen, zoals 'The Arts of Belgium 1920-1960', New York, 1960, de Wereldtentoonstelling in Montreal (Belgisch Paviljoen), 1967, de derde Biënnale Christlicher Kunst der Gegenwart, Salzburg, 1962.